# Едвард Муньє Боксер
Едвард Муньє Боксер (англ. Edward Mounier Boxer, 1822—1898) — англійський винахідник.

## Біографія
Едвард боксер був полковником Королівського полку артилерії.
В 1855 році його призначили суперінтендантом Королівської лабораторії Королівського арсеналу у Вулвічі.
В 1858 році його обрали в Лондонське королівське товариство.
Він відомий за два винаходи:
- В 1865 році він винайшов «ракету Боксера», першу дво-ступеневу ракету, яку використовували для кидання морського рятувального тросу.[3]
- В 1866 році він винайшов «капсуль Боксера», який став широко використовуватися в боєприпасах центрального запалення. За іронією долі, британці широко використовували капсуль Бердана, який винайшли в Америці, в той час як британський капсуль Боксера майже повсюдно використовувався в американських набоях.